# Masteria
Masteria là một chi nhện trong họ Dipluridae.

## Hình ảnh